# Bubbelminne

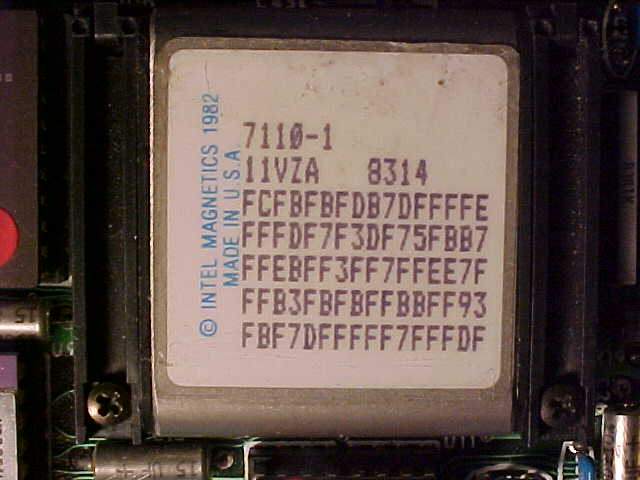
Intel Magnetics 7110 bubbelminne på 1 megabit.

Bubbelminne är en typ av minne som lagrar information med hjälp av magnetisk polarisation. Magnetbubbleprincipen utvecklades vid Bell-laboratoriet i USA under 1960-talet, och kommersialiserades i början av 80-talet – i synnerhet IBM satsade stora pengar på masstillverkning av bubbelminnen. Även om bubbelminnet under 80-talets första år användes i enstaka datorsystem, mestadels som ersättning för dyrare halvledarbaserade ROM-minnen, förlorade bubbelminnet snabbt sitt pris- och storleksmässiga övertag.
Under 1980-talet spåddes att bubbelminnen skulle komma att användas istället för hårddiskar. År 1980 skrev Försvarets rationaliseringsinstitut att bubbelminnen beräknades ersätta traditionella skivminnen som sekundära massminnen under 1990-talet "under förutsättning att inte minnen med annan teknik blir billigare". Detta skedde inte, eftersom annan teknik blev billigare.